# Once Tiros
 (juillet 2018).
Once Tiros est un groupe de rock uruguayen, originaire de Montevideo. À ses débuts, et en raison des multiples influences musicales de ses membres, le groupe traverse plusieurs genres, ayant comme base fondamentale le ska punk. Après 20 ans de parcours et six albums studio — Parvadomus, Glamour y violencia, Momento extraño, Imán, Once Tiros 15 años (DVD) et Búnker —, Once Tiros continue de jouer du rock en concert et est considéré comme l'un des meilleurs groupes nationaux.

## Biographie
Once Tiros est formé en 1997 dans le quartier de Monte Carretas, à Montevideo. Dans son premier album studio, Parvadomus, sorti en 2002, le groupe mêle plusieurs genres musicaux, tels que le ska, le punk rock et le reggae. Sebastián Teysera et Nicolás Lieutier de La Vela Puerca étaient chargés de la production artistique.
Trois ans plus tard, en 2005 sort leur deuxième album, Glamour y violencia, produit par Fernando Cabrera ; le groupe y reprend le même type de fusion musicale. L'album Momento extraño montre une plus grande variété musicale et dans Imán, Once Tiros parie sur un son plus brut que les autres albums. Pour cet album, le groupe est formé de cinq membres, contrairement aux huit années précédentes.
Leur sixième album, Bunker, est publié indépendamment par le groupe. Grâce à l'album, le groupe reçoit plusieurs premios Graffiti dans la catégorie du « groupe de l'année », « meilleur album de l'année » par vote populaire, « meilleur album de l'année » par le jury et « meilleur album de rock and blues »,.

## Membres
- Pablo Silvera - chant
- Bruno Andreu - guitare
- Leonardo Coppola - guitare
- Juan Lerena - basse
- Martín Maristán - batterie
- Paulo Zuloaga - saxophone live

## Discographie
- 2002 : Parvadomus
- 2005 : Glamour y violencia
- 2007 : Momento extraño
- 2011 : Imán
- 2015 : Once Tiros 15 años - DVD
- 2016 : Búnker